# Reptich
Reptich ist mit etwa 150 Einwohnern der kleinste Ortsteil der Gemeinde Jesberg im nordhessischen Schwalm-Eder-Kreis.

## Geographische Lage
Das Dorf liegt etwa drei Kilometer nordöstlich von Jesberg an der Gilsa. Unmittelbar südlich des Ortes erhebt sich der 333 m hohe Hoheberg. Östlicher Nachbarort ist der etwa 1 km gilsaabwärts gelegene Ortsteil Gilsa der Gemeinde Neuental. Durch Reptich führt die Landesstraße 3149, die Jesberg mit Neuental verbindet.
Reptich hatte einen Bahnhof an der am 2. Oktober 1911 in Betrieb genommenen Bahnstrecke Zimmersrode–Gemünden (Wohra), der „Kellerwaldbahn“.  Am 28. Mai 1972 wurden der Personenverkehr auf der Gesamtstrecke und der Güterverkehr auf dem Abschnitt zwischen Zimmersrode und Gilserberg eingestellt.

## Geschichte

### Wickersdorf und Wickershöfe
Reptich geht auf das 1193 als „Wichardistorph“ erstmals erwähnte Wickersdorf zurück. Am 14. Februar 1361 wurde Wickersdorf von den Grafen Otto II. und Heinrich IV. von Waldeck an Werner von Löwenstein-Westerburg verkauft, 1523 fiel es als Erbe an Heinrich von Löwenstein. Nach einem Erbstreit mit Philipp  III. von Waldeck wurde Heinrich 1531 schließlich mit „Wigkeßdorff“ belehnt. In der Lehensurkunde wird der Ort als Wüstung bezeichnet. Heinrich begann nun, auf der Wüstung einen Hof zu errichten, aus dem die heute noch existierenden Wickershöfe hervorgingen. Der Obere Hof und der Untere Hof liegen nördlich des Ortskerns von Reptich und befinden sich auch heute im Besitz der Familie von Löwenstein.

### Der Ort Reptich

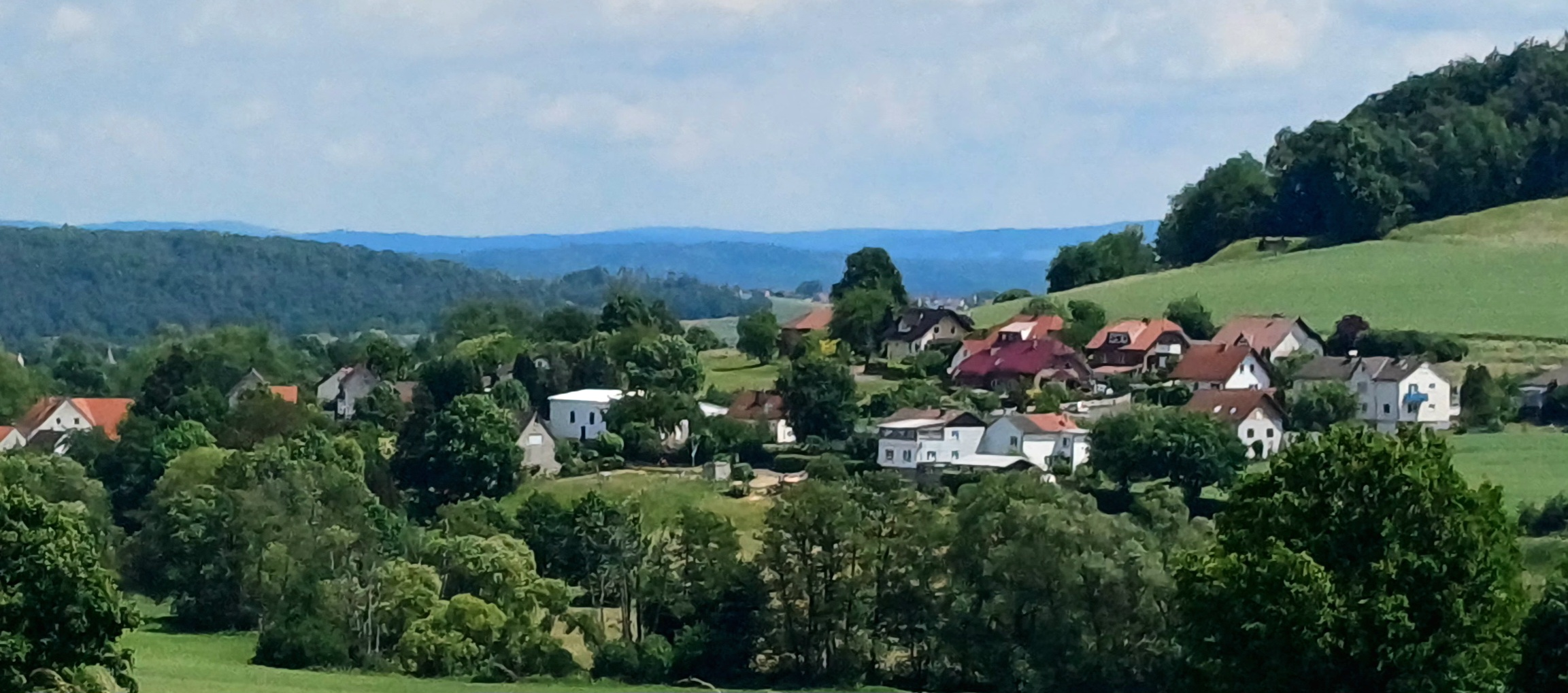
Reptich von Westen

Gegen Ende des 16. Jahrhunderts versuchte Gerhard von Löwenstein, Inhaber des Oberen Hofes, Hintersassen nach Wickersdorf zu ziehen. Es wurden Rodungen vorgenommen, Häuser gebaut und den Siedlern gestattet, den bis zur Gilsa bewaldeten Nordabhang des Hoheberges zu roden. Der Name Reptich taucht erstmals 1580 auf, als die von Löwenstein und ihre Hintersassen „zue Repdich und uff der Wustunge“ nach Kassel zitiert wurden, da sich Gerhard überschuldet hatte.
Reptich, das keine eigene Kirche hat, ist mindestens seit 1743 kirchengemeindlich mit Niederurff verbunden. Von 1911 bis 1972 war der Ort Haltepunkt der durch das Gilsatal führenden Kellerwaldbahn. Zum 1. September 1968 schloss sich Reptich im Vorfeld der Gebietsreform in Hessen als erster Ortsteil freiwillig der Gemeinde Jesberg an. Für Reptich wurde, wie für die übrigen Ortsteile Jesbergs, ein Ortsbezirk mit Ortsbeirat und Ortsvorsteher nach der Hessischen Gemeindeordnung eingerichtet.

## Bevölkerung
Einwohnerstruktur 2011
Nach den Erhebungen des Zensus 2011 lebten am Stichtag, dem 9. Mai 2011, in Reptich 168 Einwohner. Darunter waren 3 (1,8 %) Ausländer.
Nach dem Lebensalter waren 18 Einwohner unter 18 Jahren, 69 zwischen 18 und 49, 39 zwischen 50 und 64 und 39 Einwohner waren älter. Die Einwohner lebten in 75 Haushalten. Davon waren 18 Singlehaushalte, 27 Paare ohne Kinder und 21 Paare mit Kindern, sowie 6 Alleinerziehende und 3 Wohngemeinschaften. In 18 Haushalten lebten ausschließlich Senioren und in 48 Haushaltungen lebten keine Senioren.
Einwohnerentwicklung
| Quelle: Historisches Ortslexikon |                        |
| • 1724:                          | 23 Personen, 12 Häuser |
| • 1747:                          | 15 Hausgesesse         |
| • um 1750:                       | 166 Einwohner          |

| Reptich: Einwohnerzahlen von 1834 bis 2020 | Reptich: Einwohnerzahlen von 1834 bis 2020 | Reptich: Einwohnerzahlen von 1834 bis 2020 | Reptich: Einwohnerzahlen von 1834 bis 2020 | Reptich: Einwohnerzahlen von 1834 bis 2020 |
| --- | ------------------------------------------ | ------------------------------------------ | ------------------------------------------ | ------------------------------------------ |
| Jahr |                                            |                                            |                                            | Einwohner                                  |
| 1834 | 1834                                       |                                            | 215                                        | 215                                        |
| 1840 | 1840                                       |                                            | 194                                        | 194                                        |
| 1846 | 1846                                       |                                            | 230                                        | 230                                        |
| 1852 | 1852                                       |                                            | 253                                        | 253                                        |
| 1858 | 1858                                       |                                            | 218                                        | 218                                        |
| 1864 | 1864                                       |                                            | 195                                        | 195                                        |
| 1871 | 1871                                       |                                            | 197                                        | 197                                        |
| 1875 | 1875                                       |                                            | 191                                        | 191                                        |
| 1885 | 1885                                       |                                            | 187                                        | 187                                        |
| 1895 | 1895                                       |                                            | 168                                        | 168                                        |
| 1905 | 1905                                       |                                            | 164                                        | 164                                        |
| 1910 | 1910                                       |                                            | 165                                        | 165                                        |
| 1925 | 1925                                       |                                            | 169                                        | 169                                        |
| 1939 | 1939                                       |                                            | 165                                        | 165                                        |
| 1946 | 1946                                       |                                            | 270                                        | 270                                        |
| 1950 | 1950                                       |                                            | 281                                        | 281                                        |
| 1956 | 1956                                       |                                            | 242                                        | 242                                        |
| 1961 | 1961                                       |                                            | 220                                        | 220                                        |
| 1967 | 1967                                       |                                            | 205                                        | 205                                        |
| 1980 | 1980                                       |                                            | ?                                          | ?                                          |
| 1990 | 1990                                       |                                            | ?                                          | ?                                          |
| 2000 | 2000                                       |                                            | ?                                          | ?                                          |
| 2011 | 2011                                       |                                            | 168                                        | 168                                        |
| 2015 | 2015                                       |                                            | 154                                        | 154                                        |
| 2020 | 2020                                       |                                            | 151                                        | 151                                        |
| Datenquelle: Historisches Gemeindeverzeichnis für Hessen: Die Bevölkerung der Gemeinden 1834 bis 1967. Wiesbaden: Hessisches Statistisches Landesamt, 1968. Weitere Quellen: LAGIS; Gemeinde Jesberg, Zensus 2011 |                                            |                                            |                                            |                                            |

Historische Religionszugehörigkeit
| Quelle: Historisches Ortslexikon |                                                                     |
| • 1861:                          | 204 evangelisch-reformierte, ein evangelisch-lutherischer Einwohner |
| • 1885:                          | 187 evangelische (= 100 %) Einwohner                                |
| • 1961:                          | 209 evangelische (= 95,00 %), 11 katholische (= 5,00 %) Einwohner   |

Historische Erwerbstätigkeit
| • 1961 | Erwerbspersonen: 54 Land- und Forstwirtschaft, 38 Produzierendes Gewerbe, 4 Handel und Verkehr, 8 Dienstleistungen und Sonstiges |

## Politik
Für Reptich besteht ein Ortsbezirk (Gebiete der ehemaligen Gemeinde Reptich) mit Ortsbeirat und Ortsvorsteher nach der Hessischen Gemeindeordnung. Der Ortsbeirat besteht aus sieben Mitgliedern.
Bei den Kommunalwahlen in Hessen 2021 gehörten alle Kandidaten der „Bürgerliste Reptich“ an. Der Ortsbeirat wählte Caspar-Friedrich von Loewenstein zum Ortsvorsteher.